# No te escaparás
Tu ne t'échapperas pas
L'eau-forte No te escaparás (en français Tu ne t'échapperas pas) est une gravure de la série Los caprichos du peintre espagnol Francisco de Goya. Elle porte le numéro 72 dans la série des 80 gravures. Elle a été publiée en 1799.

## Interprétations de la gravure
Il existe divers manuscrits contemporains qui expliquent les planches des Caprichos. Celui qui se trouve au Musée du Prado est considéré comme un autographe de Goya, mais semble plutôt chercher à dissimuler et à trouver un sens moralisateur qui masque le sens plus risqué pour l'auteur. Deux autres, celui qui appartient à Ayala et celui qui se trouve à la Bibliothèque nationale, soulignent la signification plus décapante des planches.
- Explication de cette gravure dans le manuscrit du Musée du Prado :
Nunca se escapa la que se quiere dejar coger.
(Ne s'échappe jamais celle qui veut se laisser prendre[3].

- Manuscrit de Ayala :
La Duten perseguida por Godoy. Duro[4] y llore[5].
(La Duten poursuivie par Godoy. )[3].

- Manuscrit de la Bibliothèque nationale :
En vano huye una hermosa bailarina de los muchos pajarracos que la persiguen: el más atrevido, o el más cazurro elevado en hombros de otros, caerá sobre ella más tarde o temprano. (Ore, Duro, Godoy y la Dutim[4].)
(En vain fuit une belle danseuse des vilains oiseaux qui la poursuivent: le plus audacieux ou le plus roublard monté sur le dos des autres, tombera sur elle tôt ou tard. (Ore, Duro, Godoy et la Dutim.))[3].

## Technique de la gravure

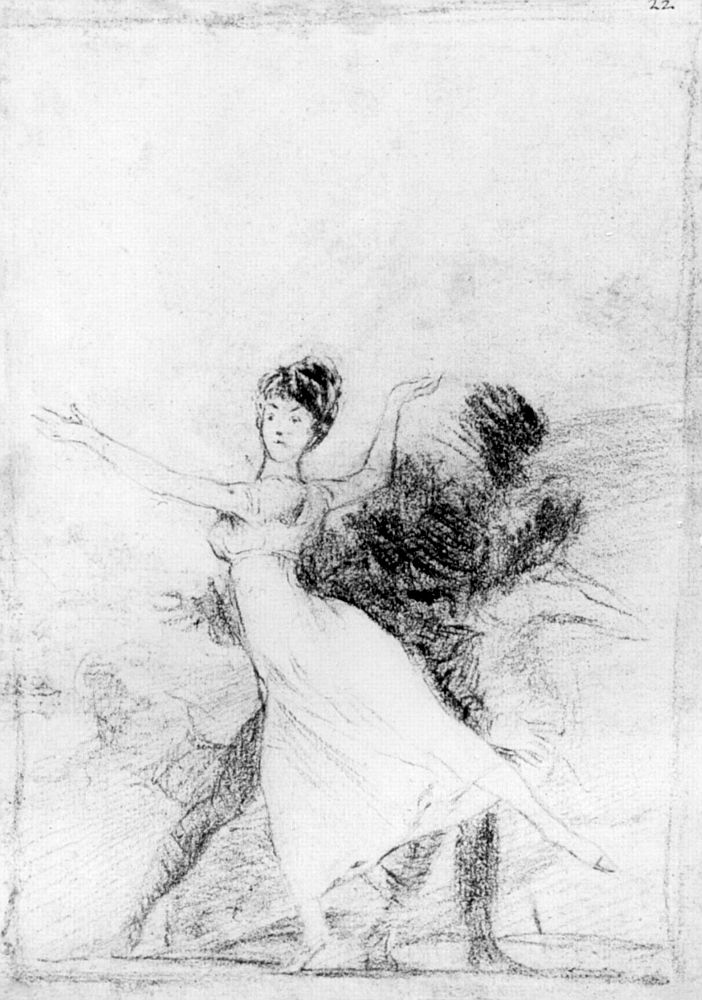
Dessin préparatoire.

L'estampe mesure 212 × 149 mm sur une feuille de papier de 306 × 201 mm.
Goya a utilisé l'eau-forte et l'aquatinte brunie. Dans l'angle supérieur droit : « 72. ».
Le premier dessin préparatoire est à la sanguine avec des traces de crayon noir. Dans l'angle supérieur droit, à la plume : « 22 ». Le dessin préparatoire mesure 205 × 144 mm. La danseuse est figurée en miroir par rapport à celle de l'estampe.
Le second dessin préparatoire (voir lien ci-dessous au Musée du Prado) est à la sanguine. Dans l'angle supérieur gauche, au crayon : « 7 ». Dans l'angle inférieur gauche, au crayon : « (72) ». Le dessin préparatoire mesure 205 × 144 mm.

## Catalogue
- Numéro de catalogue G02160 de l'estampe au Musée du Prado.
- Numéro de catalogue D04348(r) du premier dessin préparatoire au Musée du Prado.
- Numéro de catalogue D04348(v) du second dessin préparatoire au Musée du Prado.
- Numéro de catalogue 51-1-10-72 de l'estampe au Musée Goya de Castres.
- Numéros de catalogue ark:/12148/btv1b8451881z et ark:/12148/btv1b8451882c de l'estampe chez Gallica.